# Zvezde plešejo (RTV Slovenija)
Zvezde plešejo je bila slovenska različica tekmovalnega plesnega resničnostnega šova Dancing with the Stars oziroma Strictly Come Dancing. V njem so znani Slovenci in Slovenke plesali v paru s profesionalnimi plesalci. Potekal je v okviru oddaje Spet doma na Televiziji Slovenija, ki jo je vodil Mario Galunič. Trajal je 6 sezon v letih 2006−2007 in 2010.

## Povzetek vseh sezon
| Sezona | Leto | Začetek sezone | Konec sezone | Št. plesnih parov | Zmagovalni par    | Zmagovalni par   |
| ------ | ---- | -------------- | ------------ | ----------------- | ----------------- | ---------------- |
| I.     | 2006 | 26. 2.         | 4. 6.        | 9                 | Peter Poles       | Tina Jarc Šifrar |
| II.    | 2006 | 24. 9.         | 3. 12.       | 6                 | Marko Vozelj      | Maja Pucelj      |
| III.   | 2007 | 11. 2.         | 3. 6.        | 9                 | Tanja Žagar       | Matevž Ogorelec  |
| IV.    | 2007 | 23. 9.         | 23. 12.      | 16                | Dejan Pevčevič    | Maja Pucelj      |
| V.     | 2010 | 7. 3.          | 30. 5.       | 6                 | Alenka Tetičkovič | Miha Vodičar     |
| VI.    | 2010 | 17. 10.        | 26. 12.      | 9                 | Tomaž Mihelič     | Špela Kralj      |

## I. sezona
1. sezona je potekala od 26. februarja do 4. junija 2006.
Pravila
Plesni pari so v vsakem krogu nastopili dvakrat, enkrat s standardnim, drugič pa z latinskoameriškim plesom. Na koncu vsakega kroga so najslabši pari izpadli. Z vsakim krogom se je število plesov, ki so bili na voljo, povečalo:
- 1. krog: angleški valček, tango, samba, čačača
- 2. krog: dunajski valček, paso doble
- 3. krog: quick step, rumba
- 4. krog: salsa, jive

V vsaki oddaji je svoje strokovno mnenje povedala strokovna komisija, ki je pare ocenjevala z ocenami od 1 do 10. Odločilno vlogo pa je na koncu imelo telefonsko glasovanje.
| Oddaja              | Sodniki                                                           |
| ------------------- | ----------------------------------------------------------------- |
| 1−2                 | ???                                                               |
| 3−4                 | Meta Zagorc, Drago Šulek, Andrej Škufca in Katarina Venturini     |
| 5−6                 | Meta Zagorc, Franjo Kozar, Fredi Novak in Daniela Škofic Novak    |
| 7−8                 | Meta Zagorc, Franjo Kozar + Viktorija Tomič, Drago Šulek          |
| 9−10                | Nataša Ambrož, Viktorija Tomič, Franjo Kozar, Drago Šulek         |
| Četrtfinale (11−12) | Meta Zagorc, Franjo Kozar + Barbara Nagode Ambrož in Tomaž Ambrož |
| Polfinale (13−14)   | Meta Zagorc, Franjo Kozar + Branko in Alenka Bohak                |
| Finale (15)         | Meta Zagorc, Franjo Kozar, Katarina Venturini in Andrej Škufca    |

Tekmovalci
| Zvezdniški plesalec    | Profesionalni plesalec |
| ---------------------- | ---------------------- |
| Tina Gorenjak          | Gregor Cesar           |
| Sebastian              | Daniela Pekič          |
| Oriana Girotto Cavazza | Andrej Novotny         |
| Blažka Muller Pograjc  | Matjaž Brinovec        |
| Marko Potrč            | Nina Gerič             |
| Rebeka Dremelj         | Aleš Višček            |
| Jernej Kuntner         | Jasna Gradišar         |
| Živa Vadnov            | Jernej Brenholc        |
| Peter Poles            | Tina Jarc Šifrar       |

Prvi krog
| Plesni par                                         | 1. nastop       | 2. nastop       | ∑ točk |
| -------------------------------------------------- | --------------- | --------------- | ------ |
| Prva skupina – 1. in 2. oddaja (26. 2. in 5. 3.)   |                 |                 |        |
| Tina Gorenjak & Gregor Cesar                       | čačača          | tango           | 122    |
| Sebastian & Daniela Pekič                          | samba           | angleški valček | 197    |
| Oriana Girotto Cavazza & Andrej Novotny            | tango           | samba           | 94     |
| Druga skupina – 3. in 4. oddaja (12. in 19. 3.)    |                 |                 |        |
| Blažka Muller Pograjc & Matjaž Brinovec            | angleški valček | samba           | 150    |
| Marko Potrč & Nina Gerič                           | čačača          | tango           | 124    |
| Rebeka Dremelj & Aleš Višček                       | samba           | angleški valček | 138    |
| Tretja skupina – 5. in 6. oddaja (26. 3. in 2. 4.) |                 |                 |        |
| Jernej Kuntner & Jasna Gradišar                    | tango           | čačača          | 119    |
| Živa Vadnov & Jernej Brenholc                      | samba           | tango           | 117    |
| Peter Poles & Tina Jarc Šifrar                     | čačača          | angleški valček | 169    |

Drugi krog
| Plesni par                                       | 1. nastop       | 2. nastop       | ∑ točk |
| ------------------------------------------------ | --------------- | --------------- | ------ |
| Prva skupina – 7. in 8. oddaja (9. in 16. 4.)    |                 |                 |        |
| Sebastian & Daniela Pekič                        | paso doble      | dunajski valček | 161    |
| Rebeka Dremelj & Aleš Višček                     | čačača          | tango           | 124    |
| Jernej Kuntner & Jasna Gradišar                  | dunajski valček | samba           | 119    |
| Druga skupina – 9. in 10. oddaja (23. in 30. 4.) |                 |                 |        |
| Tina Gorenjak & Gregor Cesar                     | paso doble      | angleški valček | 93     |
| Blažka Muller Pograjc & Matjaž Brinovec          | dunajski valček | čačača          | 161    |
| Peter Poles & Tina Jarc Šifrar                   | tango           | paso doble      | 165    |

Tretji krog (četrtfinale)
| Plesni par                              | 1. nastop (11. oddaja – 7. 5.) | 2. nastop (12. oddaja – 14. 5.) | Točke     | Točke      | Točke     | Točke      | Točke |
| Plesni par                              | 1. nastop (11. oddaja – 7. 5.) | 2. nastop (12. oddaja – 14. 5.) | 1. nastop | 1. nastop  | 2. nastop | 2. nastop  | ∑     |
| Plesni par                              | 1. nastop (11. oddaja – 7. 5.) | 2. nastop (12. oddaja – 14. 5.) | Komisija  | Tel. glas. | Komisija  | Tel. glas. | ∑     |
| --------------------------------------- | ------------------------------ | ------------------------------- | --------- | ---------- | --------- | ---------- | ----- |
| Sebastian & Daniela Pekič               | tango                          | rumba                           | 38        | 15         | 40        | 31         | 124   |
| Blažka Muller Pograjc & Matjaž Brinovec | paso doble                     | quick step                      | 34        | 12         | 35        | 16         | 97    |
| Rebeka Dremelj & Aleš Višček            | rumba                          | dunajski valček                 | 32        | 23         | 33        | 27         | 115   |
| Peter Poles & Tina Jarc Šifrar          | quick step                     | samba                           | 40        | 50         | 40        | 26         | 156   |

Polfinale (četrti krog)
| Plesni par                     | 1. nastop (13. oddaja – 21. 5.) | 2. nastop (14. oddaja – 28. 5.) | Točke     | Točke      | Točke     | Točke      | Točke |
| Plesni par                     | 1. nastop (13. oddaja – 21. 5.) | 2. nastop (14. oddaja – 28. 5.) | 1. nastop | 1. nastop  | 2. nastop | 2. nastop  | ∑     |
| Plesni par                     | 1. nastop (13. oddaja – 21. 5.) | 2. nastop (14. oddaja – 28. 5.) | Komisija  | Tel. glas. | Komisija  | Tel. glas. | ∑     |
| ------------------------------ | ------------------------------- | ------------------------------- | --------- | ---------- | --------- | ---------- | ----- |
| Sebastian & Daniela Pekič      | čačača                          | jive                            | 40        | 36         | 39        | 34         | 149   |
| Rebeka Dremelj & Aleš Višček   | jive                            | salsa                           | 32        | 32         | 28        | 32         | 124   |
| Peter Poles & Tina Jarc Šifrar | salsa                           | rumba                           | 39        | 32         | 38        | 34         | 143   |

Finale – 4. 6. (15. oddaja / peti krog)
| Plesni par                     | 1. ples   | 2. ples         | Mesto |
| ------------------------------ | --------- | --------------- | ----- |
| Sebastian & Daniela Pekič      | quickstep | dunajski valček | 2.    |
| Peter Poles & Tina Jarc Šifrar | jive      | angleški valček | 1.    |

## II. sezona
2. sezona je potekala od 24. septembra do 3. decembra 2006. Jedro strokovne komisije sta bila Verena Šulek in Niko Basarič.
Tekmovalci
| Zvezdniški plesalec | Profesionalni plesalec (plesna šola) |
| ------------------- | ------------------------------------ |
| Taiji Tokuhisa      | Gordana Grandošek (Pingi, Maribor)   |
| Sanja Grohar        | Miha Perat (Kazina, Ljubljana)       |
| Simon Meglič        | Tina Pšag (Urška, Ljubljana)         |
| Marko Vozelj        | Maja Pucelj (Bolero, Ljubljana)      |
| Alya                | Gregor Karlovčec (Pingi, Maribor)    |
| Lara P. Jankovič    | Peter Fileš (Bolero, Ljubljana)      |

Prvi krog
| Plesni par                                        | 1. nastop       | 2. nastop       |
| ------------------------------------------------- | --------------- | --------------- |
| Prva skupina – 1. in 2. oddaja (24. 9. in 1. 10.) |                 |                 |
| Taiji Tokuhisa & Gordana Grandošek                | samba           | angleški valček |
| Sanja Grohar & Miha Perat                         | čačača          | tango           |
| Simon Meglič & Tina Pšag                          | tango           | čačača          |
| Druga skupina – 3. in 4. oddaja (8. in 15. 10.)   |                 |                 |
| Marko Vozelj & Maja Pucelj                        | angleški valček | samba           |
| Alya & Gregor Karlovčec                           | samba           | angleški valček |
| Lara P. Jankovič & Peter Fileš                    | tango           | čačača          |

Drugi krog
| Plesni par                         | 1. nastop (5. oddaja – 29. 10.) | 2. nastop (6. oddaja – 5. 11.) | Točke      | Točke     | Točke      | Točke     | Točke |
| Plesni par                         | 1. nastop (5. oddaja – 29. 10.) | 2. nastop (6. oddaja – 5. 11.) | 1. nastop  | 1. nastop | 2. nastop  | 2. nastop | ∑     |
| Plesni par                         | 1. nastop (5. oddaja – 29. 10.) | 2. nastop (6. oddaja – 5. 11.) | Tel. glas. | Komisija  | Tel. glas. | Komisija  | ∑     |
| ---------------------------------- | ------------------------------- | ------------------------------ | ---------- | --------- | ---------- | --------- | ----- |
| Taiji Tokuhisa & Gordana Grandošek | čačača                          | tango                          | 20         | 37        | 30         | 39        | 126   |
| Sanja Grohar & Miha Perat          | dunajski valček                 | samba                          | 27         | 38        | 22         | 39        | 126   |
| Marko Vozelj & Maja Pucelj         | tango                           | rumba                          | 31         | 38        | 29         | 38        | 136   |
| Alya & Gregor Karlovčec            | rumba                           | dunajski valček                | 23         | 35        | 20         | 38        | 116   |

Tretji krog
| Plesni par                         | 1. nastop (7. oddaja – 12. 11.) | 2. nastop (8. oddaja – 19. 11.) | Točke      | Točke     | Točke      | Točke     | Točke |
| Plesni par                         | 1. nastop (7. oddaja – 12. 11.) | 2. nastop (8. oddaja – 19. 11.) | 1. nastop  | 1. nastop | 2. nastop  | 2. nastop | ∑     |
| Plesni par                         | 1. nastop (7. oddaja – 12. 11.) | 2. nastop (8. oddaja – 19. 11.) | Tel. glas. | Komisija  | Tel. glas. | Komisija  | ∑     |
| ---------------------------------- | ------------------------------- | ------------------------------- | ---------- | --------- | ---------- | --------- | ----- |
| Taiji Tokuhisa & Gordana Grandošek | dunajski valček                 | rumba                           | 31         | 37        | 34         | 40        | 142   |
| Sanja Grohar & Miha Perat          | angleški valček                 | paso doble                      | 27         | 36        | 26         | 40        | 129   |
| Marko Vozelj & Maja Pucelj         | paso doble                      | slow fox                        | 41         | 39        | 40         | 40        | 160   |

Finale
| Plesni par                         | 1. nastop (9. oddaja – 26. 11.) | 2. nastop (10. oddaja – 3. 12.) | Mesto |
| ---------------------------------- | ------------------------------- | ------------------------------- | ----- |
| Taiji Tokuhisa & Gordana Grandošek | quick step                      | jive                            | 2.    |
| Marko Vozelj & Maja Pucelj         | jive                            | dunajski valček                 | 1.    |

## III. sezona
3. sezona je potekala od 11. februarja do 3. junija 2007.
Tekmovalci
| Zvezdniški plesalec | Profesionalni plesalec              |
| ------------------- | ----------------------------------- |
| Tanja Žagar         | Matevž Ogorelec (Plesna šola Miki)  |
| Rok Ferengja        | Nadiya Bychkova (Plesni klub Fredi) |
| Violeta Tomič       | Sašo Krasnov (Plesni center Jenko)  |
| Žana                | Miha Vodičar (Plesni klub Fredi)    |
| Davor Božič         | Špela Kralj (Plesni klub Fredi)     |
| Ema Kurent          | Tomo Tololeski                      |
| Uroš Smolej         | Tina Pšag                           |
| Eva Moškon          | Gregor Cesar                        |
| Tomaž Domicelj      | Mateja Juvan                        |

Prvi krog
| Plesni par                                          | 1. nastop         | 2. nastop       |
| --------------------------------------------------- | ----------------- | --------------- |
| Prva skupina – 1. in 4. oddaja (11. 2. in 4. 3.)    |                   |                 |
| Tanja Žagar & Matevž Ogorelec                       | samba             | angleški valček |
| Rok Ferengja & Nadiya Bychkova                      | čačača            | tango           |
| Violeta Tomič & Sašo Krasnov                        | angleški valček   | čačača          |
| Druga skupina – 2. in 5. oddaja (18. 2. in 11. 3.)  |                   |                 |
| Žana & Miha Vodičar                                 | čačača            | angleški valček |
| Davor Božič & Špela Kralj                           | samba             | dunajski valček |
| Ema Kurent & Tomo Tololeski                         | angleški valček   | čačača          |
| Tretja skupina – 3. in 6. oddaja (25. 2. in 18. 3.) |                   |                 |
| Uroš Smolej & Tina Pšag                             | samba             | tango           |
| Eva Moškon & Gregor Cesar                           | čačača            | angleški valček |
| Tomaž Domicelj & Mateja Juvan                       | argentinski tango | čačača          |

Drugi krog
| Plesni par                                         | 1. nastop       | 2. nastop       |
| -------------------------------------------------- | --------------- | --------------- |
| Prva skupina – 7. in 9. oddaja (25. 3. in 8. 4.)   |                 |                 |
| Violeta Tomič & Sašo Krasnov                       | dunajski valček | jive            |
| Žana & Miha Vodičar                                | samba           | dunajski valček |
| Uroš Smolej & Tina Pšag                            | dunajski valček | jive            |
| Druga skupina – 8. in 10. oddaja (1. 4. in 15. 4.) |                 |                 |
| Tanja Žagar & Matevž Ogorelec                      | rumba           | slow fox        |
| Davor Božič & Špela Kralj                          | čačača          | angleški valček |
| Eva Moškon & Gregor Cesar                          | samba           | tango           |

Druga priložnost (22. 4.)
| Plesni par                     | Ples                 |
| ------------------------------ | -------------------- |
| Rok Ferengja & Nadiya Bychkova | tango                |
| Violeta Tomič & Sašo Krasnov   | jive                 |
| Ema Kurent & Tomo Tololeski    | angleški valček      |
| Eva Moškon & Gregor Cesar      | angleški valček      |
| Tomaž Domicelj & Mateja Juvan  | tango in rock'n'roll |

Tretji krog
| Plesni par                    | 1. nastop (12. oddaja – 29. 4.) | 2. nastop (13. oddaja – 6. 5.) |
| ----------------------------- | ------------------------------- | ------------------------------ |
| Tanja Žagar & Matevž Ogorelec | jive                            | dunajski valček                |
| Violeta Tomič & Sašo Krasnov  | quick step                      | samba                          |
| Žana & Miha Vodičar           | slow fox                        | jive                           |
| Davor Božič & Špela Kralj     | pasodoble                       | tango                          |
| Uroš Smolej & Tina Pšag       | rumba                           | angleški valček                |

Število telefonskih glasov v 3. krogu:
| Plesni par      | 29. 4. | 6. 5. |
| --------------- | ------ | ----- |
| Žana in Miha    | 1099   | 2122  |
| Violeta in Sašo | 1602   | 2897  |
| Tanja in Matevž | 4087   | 3487  |
| Davor in Špela  | 731    | 630   |
| Uroš in Tina    | 1661   | 1712  |

Četrti krog
| Plesni par                    | 1. nastop (14. oddaja – 13. 5.) | 2. nastop (15. oddaja – 20. 5.) |
| ----------------------------- | ------------------------------- | ------------------------------- |
| Tanja Žagar & Matevž Ogorelec | paso doble                      | tango                           |
| Violeta Tomič & Sašo Krasnov  | tango                           | rumba                           |
| Žana & Miha Vodičar           | rumba                           | quick step                      |
| Uroš Smolej & Tina Pšag       | paso doble                      | slow fox                        |

Število telefonskih glasov v 4. krogu:
| Plesni par      | 13. 5. | 20. 5. |
| --------------- | ------ | ------ |
| Žana in Miha    | 1411   | 2047   |
| Tanja in Matevž | 2080   | 3384   |
| Violeta in Sašo | 1881   | 1921   |
| Uroš in Tina    | 1499   | 1249   |

Finale
| Plesni par                    | 1. nastop – ponovitveni ples (16. oddaja – 27. 5.) | 2. nastop (17. oddaja – 3. 6.) | Točke     | Točke                   | Točke     | Točke                   | Končna uvrstitev |
| Plesni par                    | 1. nastop – ponovitveni ples (16. oddaja – 27. 5.) | 2. nastop (17. oddaja – 3. 6.) | 1. nastop | 1. nastop               | 2. nastop | 2. nastop               | Končna uvrstitev |
| Plesni par                    | 1. nastop – ponovitveni ples (16. oddaja – 27. 5.) | 2. nastop (17. oddaja – 3. 6.) | Komisija  | Tel. glas. (št. glasov) | Komisija  | Tel. glas. (št. glasov) | Končna uvrstitev |
| ----------------------------- | -------------------------------------------------- | ------------------------------ | --------- | ----------------------- | --------- | ----------------------- | ---------------- |
| Tanja Žagar & Matevž Ogorelec | tango                                              | čačača                         | 1.        | 2. (3768)               | 1.        | 1. (9973)               | 1.               |
| Žana & Miha Vodičar           | samba                                              | tango                          | 3.        | 1. (4352)               | 2.        | 3. (4510)               | 2.               |
| Uroš Smolej & Tina Pšag       | jive                                               | quick step                     | 2.        | 3. (2006)               | 3.        | 2. (5500)               | 3.               |

## IV. sezona
Potek
Četrta sezona turnirja, ki je trajala od 23. septembra do 23. decembra 2007, je obsegala 3 mesečne kroge (oktobrskega, novembrskega in decembrskega). V posameznem krogu sta se najprej vsak teden predstavila po 2 plesna para. Trije tedenski zmagovalni pari so napredovali v mali mesečni finale. Zmagovalca le-tega sta se uvrstila v zaključni veliki finale (superfinale). V decembrskem krogu so se v t. i. »drugi priložnosti« znova pomerili trije že izpadli pari, ki jih je komisija ocenila za najboljše.
Tekmovalci
| Zvezdniški plesalec   | Profesionalni plesalec |
| --------------------- | ---------------------- |
| Alenka Gotar          | Matjaž Brinovec        |
| Frai Toni             | Petra Škofic           |
| Regina                | Peter Fileš            |
| Dejan Pevčevič        | Maja Pucelj            |
| Barbara Cerar         | Tomo Tololeski         |
| Dragan Sadžak         | Tina Jarc Šifrar       |
| Boštjan Kljun         | Nina Gerič             |
| Špela Grošelj         | Andrej Rebula          |
| Dennis                | Katja Mychkova         |
| Brigita Šuler         | Urban Aljančič         |
| Gašper Jarni          | Valerija Rahle         |
| Mateja Janežič Hemler | Aljaž Škorjanec        |
| Braco Koren           | Tina Pšag              |
| Turbo Marjetka        | Miha Perat             |
| Domen Kumer           | Nadiya Bychkova        |
| Manca Špik            | Miha Vodičar           |

Oktobrski krog
Zmagovalni pari posameznega tedna so označeni s krepkim tiskom.
| Oddaja                                                                               | 1. plesni par                        | 2. plesni par                         |
| ------------------------------------------------------------------------------------ | ------------------------------------ | ------------------------------------- |
| 23. 9.                                                                               | Alenka Gotar & Matjaž Brinovec salsa | Frai Toni & Petra Škofic swing        |
| 30. 9.                                                                               | Regina & Peter Fileš jive            | Dejan Pevčevič & Maja Pucelj samba    |
| 7. 10.                                                                               | Barbara Cerar & Tomo Tololeski samba | Dragan Sadžak & Tina Jarc Šifrar jive |
| Mali finale meseca oktobra – 14. 10.                                                 |                                      |                                       |
| Alenka Gotar & Matjaž Brinovec Regina & Peter Fileš Dragan Sadžak & Tina Jarc Šifrar |                                      |                                       |

Novembrski krog
| Oddaja                                                                                        | 1. plesni par                       | 2. plesni par                                  |
| --------------------------------------------------------------------------------------------- | ----------------------------------- | ---------------------------------------------- |
| 21. 10.                                                                                       | Boštjan Kljun & Nina Gerič jive     | Špela Grošelj & Andrej Rebula čačača           |
| 28. 10.                                                                                       | Dennis & Katja Mychkova čačača      | Brigita Šuler & Urban Aljančič jive            |
| 4. 11.                                                                                        | Gašper Jarni & Valerija Rahle samba | Mateja Janežič Hemler & Aljaž Škorjanec čačača |
| Mali finale meseca novembra – 11. 11.                                                         |                                     |                                                |
| Špela Grošelj & Andrej Rebula Dennis & Katja Mychkova Mateja Janežič Hemler & Aljaž Škorjanec |                                     |                                                |

Decembrski krog
| Oddaja                                                                             | 1. plesni par                        | 2. plesni par                      |
| ---------------------------------------------------------------------------------- | ------------------------------------ | ---------------------------------- |
| 18. 11.                                                                            | Braco Koren & Tina Pšag jive         | Turbo Marjetka & Miha Perat čačača |
| 25. 11.                                                                            | Domen Kumer & Nadiya Bychkova čačača | Manca Špik & Miha Vodičar samba    |
| Druga priložnost – 2. 12.                                                          |                                      |                                    |
| Dejan Pevčevič & Maja Pucelj Dennis & Katja Mychkova Gašper Jarni & Valerija Rahle |                                      |                                    |
| Mali finale meseca decembra – 9. 12.                                               |                                      |                                    |
| Dejan Pevčevič & Maja Pucelj Turbo Marjetka & Miha Perat Manca Špik & Miha Vodičar |                                      |                                    |

Finale − 23. 12.
| Plesni par                    | Ples                     |
| ----------------------------- | ------------------------ |
| Regina & Peter Fileš          | rumba in čačača          |
| Dejan Pevčevič & Maja Pucelj  | angleški valček in tango |
| Špela Grošelj & Andrej Rebula | jive                     |

Sodnice: Verena Šulek, Nataša Ambrož in Mirjam Kerpan Izak.

## V. sezona
5. sezona je potekala od 7. marca do 30. maja 2010. O rezultatih je odločalo le telefonsko glasovanje.
Tekmovalci
| Zvezdniški plesalec | Profesionalni plesalec |
| ------------------- | ---------------------- |
| Ana Marija Mitić    | Damir Halužan          |
| Peter Klinc         | Nadiya Bichkova        |
| Alenka Tetičkovič   | Miha Vodičar           |
| Saša Krajnc         | Špela Kralj            |
| Josip Miani - Pipi  | Anna Mashchyts         |
| Nina Osenar         | Klemen Prašnikar       |

Vsi tekmovalni plesalci so bili iz ljubljanskega Plesnega kluba Fredi.
Prvi krog
| Plesni par                        | 1. nastop | 1. nastop       | 2. nastop | 2. nastop       | ∑ točk | Mesto |
| Plesni par                        | Datum     | Ples            | Datum     | Ples            | ∑ točk | Mesto |
| --------------------------------- | --------- | --------------- | --------- | --------------- | ------ | ----- |
| Nina Osenar in Klemen Prašnikar   | 7. 3.     | čačača          | 28. 3.    | tango           | 83     | 5.    |
| Pipi in Anna Mashchyts            | 7. 3.     | jive            | 4. 4.     | tango           | 114    | 2.    |
| Saša Krajnc in Špela Kralj        | 14. 3.    | tango           | 28. 3.    | samba           | 87     | 4.    |
| Alenka Tetičkovič in Miha Vodičar | 14. 3.    | dunajski valček | 11. 4.    | čačača          | 131    | 1.    |
| Peter Klinc in Nadiya Bichkova    | 21. 3.    | čačača          | 11. 4.    | angleški valček | 110    | 3.    |
| Ana Marija Mitić in Damir Halužan | 21. 3.    | slow fox        | 4. 4.     | čačača          | 75     | 6.    |

Drugi krog
| Plesni par                        | 1. nastop | 1. nastop       | 2. nastop | 2. nastop       | ∑ točk | Mesto |
| Plesni par                        | Datum     | Ples            | Datum     | Ples            | ∑ točk | Mesto |
| --------------------------------- | --------- | --------------- | --------- | --------------- | ------ | ----- |
| Saša Krajnc in Špela Kralj        | 18. 4.    | dunajski valček | 9. 5.     | rumba           | 106    | 2.    |
| Pipi in Anna Mashchyts            | 18. 4.    | samba           | 2. 5.     | quick step      | 80     | 4.    |
| Peter Klinc in Nadiya Bichkova    | 25. 4.    | samba           | 9. 5.     | dunajski valček | 95     | 3.    |
| Alenka Tetičkovič in Miha Vodičar | 25. 4.    | quick step      | 2. 5.     | samba           | 119    | 1.    |

Polfinale
| Plesni par                        | 1. nastop (15. 5.) | 2. nastop (23. 5.) | Točke     | Točke     | Točke | Mesto |
| Plesni par                        | 1. nastop (15. 5.) | 2. nastop (23. 5.) | 1. nastop | 2. nastop | ∑     | Mesto |
| --------------------------------- | ------------------ | ------------------ | --------- | --------- | ----- | ----- |
| Peter Klinc in Nadiya Bichkova    | slow fox           | jive               | 30        | 22        | 52    | 3.    |
| Alenka Tetičkovič in Miha Vodičar | jive               | angleški valček    | 28        | 38        | 66    | 2.    |
| Saša Krajnc in Špela Kralj        | quick step         | jive               | 42        | 40        | 82    | 1.    |

Finale – 30. 5.
| Plesni par                        | 1. ples    | 2. ples | Št. tel. glasov | Točke |
| --------------------------------- | ---------- | ------- | --------------- | ----- |
| Alenka Tetičkovič in Miha Vodičar | quick step | rumba   | 11.452 (59 %)   | 59    |
| Saša Krajnc in Špela Kralj        | quick step | čačača  | 7.877 (41 %)    | 41    |

## VI. sezona
Zadnja sezona je potekala od 17. oktobra do 26. decembra 2010.
Tekmovalci
| Zvezdniški plesalec | Profesionalni plesalec (plesna šola) |
| ------------------- | ------------------------------------ |
| Erika Žnidaršič     | Matej Kralj (PK Fredi)               |
| Boštjan Romih       | Lea Perovšek (PK Fredi)              |
| Vesna Pernarčič     | Klemen Prašnikar (PK Fredi)          |
| Tomaž Mihelič       | Špela Kralj (PK Fredi)               |
| Eva Černe           | Damir Halužan (PK Rolly)             |
| Samuel Lucas        | Nadiya Bychkova (PK Fredi)           |
| Marika Savšek       | Miha Vodičar (PK Fredi)              |
| Tomaž Barada        | Anja Mashchyts (PK Rolly)            |
| Tanja Postružnik    | Andraž Erzin (Studio Ritem Kranj)    |

Prvi krog
| Plesni par                          | 1. nastop       | 2. nastop       |
| ----------------------------------- | --------------- | --------------- |
| Prva trojica – 17. 10. in 7. 11.    |                 |                 |
| Erika Žnidaršič in Matej Kralj      | čačača          | dunajski valček |
| Samuel Lucas in Nadiya Bychkova     | angleški valček | čačača          |
| Marika Savšek in Miha Vodičar       | dunajski valček | samba           |
| Druga trojica – 23. 10. in 13. 11.  |                 |                 |
| Boštjan Romih in Lea Perovšek       | angleški valček | jive            |
| Tomaž Mihelič in Špela Kralj        | čačača          | dunajski valček |
| Tanja Postružnik in Andraž Erzin    | čačača          | angleški valček |
| Tretja trojica – 31. 10. in 21. 11. |                 |                 |
| Vesna Pernarčič in Klemen Prašnikar | jive            | dunajski valček |
| Eva Černe in Damir Halužan          | čačača          | quick step      |
| Tomaž Barada in Anja Mashchyts      | jive            | dunajski valček |

Drugi krog
| Plesni par                          | 1. nastop       | 2. nastop  |
| ----------------------------------- | --------------- | ---------- |
| Prva trojica – 28. 11. in 12. 12.   |                 |            |
| Boštjan Romih in Lea Perovšek       | quick step      | čačača     |
| Vesna Pernarčič in Klemen Prašnikar | samba           | quick step |
| Samuel Lucas in Nadiya Bychkova     | dunajski valček | samba      |
| Druga trojica – 5. 12. in 19. 12.   |                 |            |
| Erika Žnidaršič in Matej Kralj      | rumba           | —          |
| Tomaž Mihelič in Špela Kralj        | quick step      | jive       |
| Eva Černe in Damir Halužan          | jive            | slow fox   |

1. ↑  Erika Žnidaršič je morala zaradi poškodbe pri treningu pred 2. nastopom odstopiti od turnirja.

Finale – 26. 12.
| Plesni par                    | Ples     | Št. tel. glasov |
| ----------------------------- | -------- | --------------- |
| Boštjan Romih in Lea Perovšek | slow fox | 10.493          |
| Tomaž Mihelič in Špela Kralj  | samba    | 17.398          |
| Eva Černe in Damir Halužan    | samba    | 8.883           |